# NOHAB AA16
NOHAB AA16 a fost o serie de locomotive produse de compania omonimă din orașul Trollhättan, Suedia, cu ajutorul companiei americane General Motors' Electro Motive Division, fiind utilizate de către căile ferate din Danemarca, Norvegia, Belgia, Luxemburg și Ungaria. 

## Istoric
Locomotiva a apărut în anii 1950, într-o perioadă de modernizare a căilor ferate din Europa. Căile Ferate de Stat ale Norvegiei (Norges Statsbaner) dorea o nouă locomotivă diesel care să înlocuiască locomotivele cu abur, producție încetată in 1945. La începutul aniilor 1950, Electro-Motive Division, care dorea să exporte design-uri de locomotive făcute de ei, a fost de acord să fabrice 12 locomotive folosind motoare diesel EMD, motoare electrice de tracțiune ASEA și o cutie a locomotivei fabricată de către NOHAB, folosind design-ul locomotivei EMD F7. În anul realizării prototipului, în 1954, EMD a trimis o locomotivă de tip G12, care a fost testată în Norvegia și Suedia. Locomotiva a circulat doar între Oslo și Trondheim pe 7 august 1954, dar din cauza lipsei de putere, trenul a întârziat cu 20 de minute.
Într-un final, locomotiva a circulat pentru prima oara pe 17 septembrie 1954, iar după 3 ani de testări, inclusiv o vizită la Ankara în Turcia a acestei locomotive în 1955, NSB a semnat un contract cu NOHAB pentru livrarea a mai multor locomotive, prima locomotivă de serie fiind livrată pe 25 aprilie 1957. Livrarea acestor locomotive a fost controversată, deoarece producătorul local Thune a dorit livrarea unor locomotive făcute în colaborare cu ALCO.
Următorul client al acestor locomotive au fost Căile Ferate de Stat Daneze. Prima locomotivă, DSB Seria MY (Litra MY) a fost livrată tot în 1954, unde aceste locomotive au devenit populare printre publicul călător și printre personalul feroviar. Prima serie a fost livrată până în 1958, iar a doua serie a fost livrată între 1964 și 1965. Producția locomotivelor a fost subcontractată către Atelierele Frichs din Horsens, care au furnizat părți mecanice, și Thrige-Titan, care au furnizat părți electrice. În total 60 de locomotive au fost livrate
În Belgia, locomotivele au fost construite de către "Societatea Anglo-Franco-Belgiană", fiind clasificate în seriile 52, 53 și 54 (înainte de 1970, seriile 202, 203 și 204). 44 de exemplare au fost construite, incluzând locomotivele CFL 1601-1604, utilizate de către Căile Ferate din Luxemburg. Locomotiva CFL 1603 a fost implicată într-un grav accident feroviar în 1958, ceea ce a dus la scurtarea șasiului locomotivei cu 30 de cm. În Belgia, unele locomotive au fost reconstruite prin anii 1970, mai exact în zona cabinei de condus. 
Ultimul client a fost Ungaria. Căile Ferate de Stat Maghiare au primit o locomotivă NSB Di3 în anul 1960. Ulterior au fost livrate doar 20 de bucățo între 1962 și 1963, dar importurile au fost oprite, deoarece URSS dorea ca Ungaria să nu importe locomotive din Occident, ci să importe locomotive sovietice. Acestea erau folosite în zona lacului Balaton, până la retragerea lor din anii 1990. O locomotiva, M61 004 a fost implicată într-un accident feroviar în anul 1999, unde a deraiat și a lovit un copac lăsat pe șine. Actualmente, 8 locomotive au fost păstrate ca material rulant istoric, inclusiv 2761.017, care a circulat în România alături cu trenurile "Rapid Secuiesc" până la Ghimeș.

## Legături externe
- Verbleib der dänischen NOHABs, Fotos
- NOHAB- und AFB-Loks
- Informationen zur NOHAB AA von der NOHAB-GM-Stiftung
- NOHAB-Loks